# عزام سليط
عزام سليط (مواليد 9 حزيران 1966)، هو أكاديمي وسياسي أردني. شغل منصب وزير الاتصالات وتكنولوجيا المعلومات في الفترة بين 12 آب 2013 و2 آذار 2015.

## النشأة والتعليم
حصل عزام سليط على درجتي البكالوريوس والماجستير في علوم الكمبيوتر والهندسة من جامعة الملك فهد للبترول والمعادن. كما حصل على درجة الدكتوراة في علوم الكمبيوتر من جامعة وين ستيت في ميشيغان في شهر شباط عام 1995.

## العمل
عمل عزام سليط كنائب رئيس المجموعة الإستراتيجية ومديراً لشركة تريادا للخدمات الاحترافية في الولايات المتحدة. كما شغل عدّة مناصب عليا ذات علاقة بتكنولوجيا المعلومات في شركات أمريكية. عُيّن مديراً للمعلومات في منظمة حمد الطبية التابعة لوزراة الصحة العامة القطرية حتى عام 2005. عام 2005، التحق للعمل في الجامعة الأردنية حيث عمل بروفيسوراً لمادة علوم الحاسوب. أما مجالات دراسته فقد شملت قواعد بيانات الصور والخوارزميات، والمعلومات الصحية والحوسبة السحابية.
بين عامي 2007 و2009، كان نائباً لرئيس الجامعة الأردنية ومدير مركز الحاسوب. في التعديل الوزاري الذي أجري في 21 آب (أغسطس) 2013، تم تعيينه وزيراً للاتصالات وتكنولوجيا المعلومات في الحكومة التي شكّلها رئيس وزراء الأردن عبد الله النسور. ثم استبدل في التعديل الوزاري الذي أجري في 2 آذار 2015 بالوزيرة مجد شويكة.
يشغل عزام سليط الآن منصب عميد كلية تكنولوجيا المعلومات في الجامعة الأردنية.

## المنشورات العلمية
منشورات الدكتور عزام سليط على موقع الجامعة الأردنية